# Hobo
Cet article concerne Les travailleurs itinérants sans domicile fixe. Pour L'album de Charlie Winston sorti en 2009, voir Hobo (album).
 (janvier 2016).

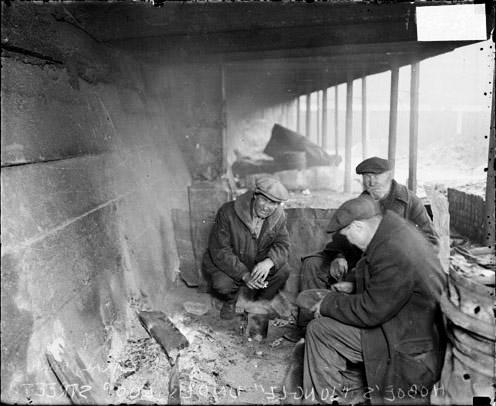
Des hobos à Chicago en 1929.

Aux États-Unis, le terme hobo désigne un travailleur sans domicile fixe se déplaçant de ville en ville, le plus souvent en se cachant dans des trains de marchandises, et vivant de travaux manuels saisonniers et d'expédients. Le terme pourrait se traduire par « vagabond ». 
Ce type de vagabondage est appelé hoboïsme.

## Origine du mot
Hobo est un mot anglais lié à la réalité historique des États-Unis. Il pourrait trouver comme traduction en français « vagabond », « chemineau » (à ne pas confondre avec cheminot, l'employé du chemin de fer) et plus précisément « trimardeur », sans avoir cependant de véritable équivalent dans la culture française.
Son étymologie n'est pas certaine. Certains s'accordent pour dire que hobo est un jeu de mots sur l'homonymie de la contraction de l'anglais homeless bohemia avec le terme slave Robotnik (ouvrier, travailleur forcé) lui-même à l'origine du mot « robot » créé par Karel Čapek en 1920 ; d'autres affirment qu'il s'agirait plutôt de Houston Bowery, tandis qu'une autre origine possible serait la ville terminus de Hoboken (New Jersey), point de départ de nombreuses lignes ferroviaires empruntées par les trimardeurs, à moins qu'il ne s'agisse aussi de la contraction de hoe boy (hoe est un outil agricole, la houe) « employé dans les fermes », ou de "Ho boy !" (embauche d'un journalier), à moins qu'il s'agisse de la contraction de homeless boy (garçon sans maison).
D'autres auteurs affirment que ce fameux hoe boy était employé par les chauffeurs de locomotives pour héler les routards et leur demander de dégager la voie. Pendant la crise de 1892-1893, les hobos suivaient la voie ferrée vers Chicago dans l'espoir de trouver un emploi sur le chantier de l'exposition universelle.

## Historique

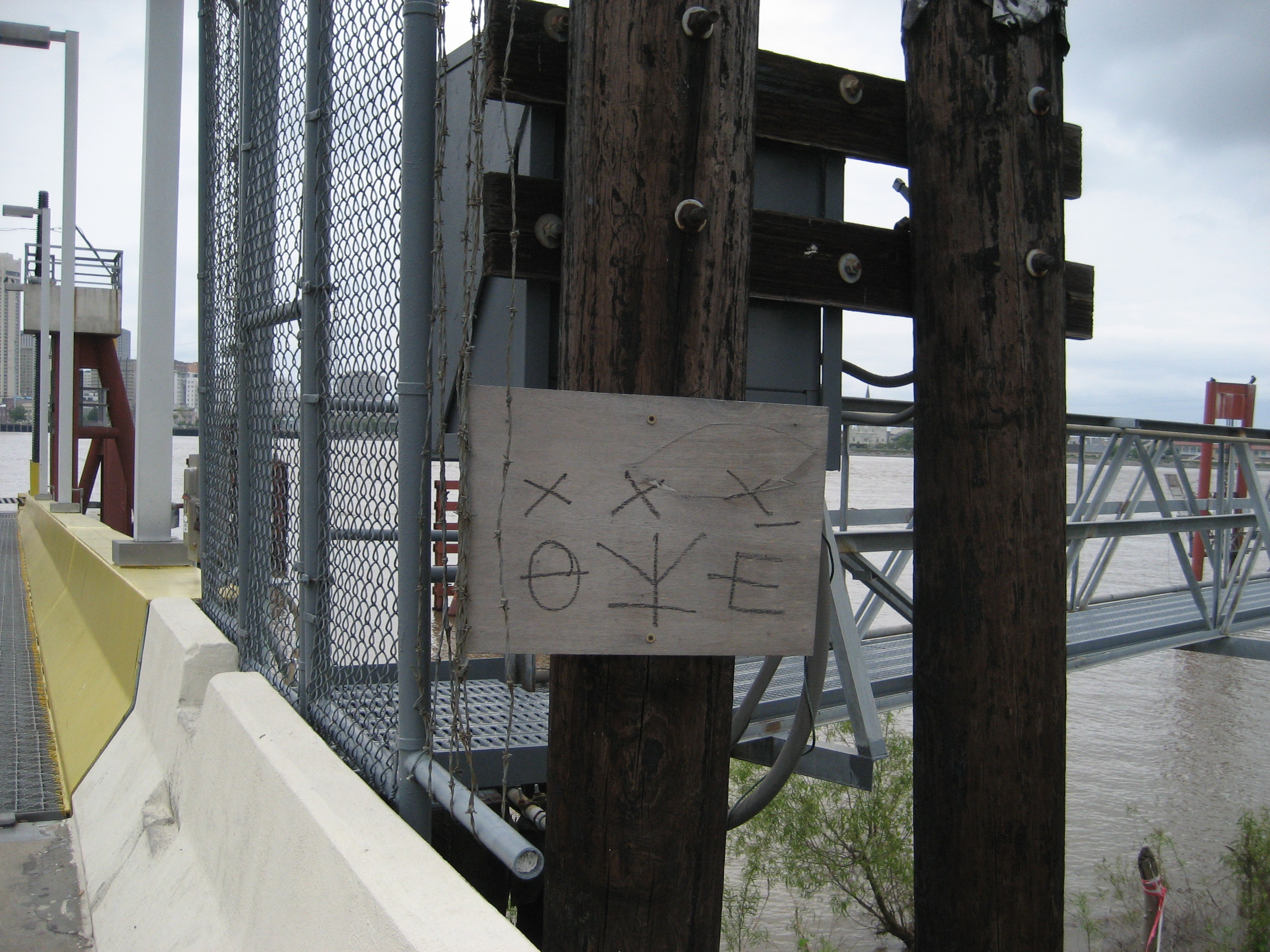
Signes laissés par un hobo pour avertir les autres passant dans cette ville (Nouvelle-Orléans en l'occurrence). Le cercle barré signifie « bon chemin à suivre », la croix signifie « OK » ; le signe ressemblant à un Y pourrait signifier que les habitants sont volontiers armés.

Dès la deuxième partie du XIXe siècle, les hobos participent par leur main-d'œuvre saisonnière à la deuxième frontière. Ils travaillent l'été à l'ouest au gré du voyage et regagnent les grandes villes de l'est en saison hivernale, notamment Chicago, grand centre ferroviaire. Leur force de travail et leur capacité de migrer les distinguent des homeless men, des « clochards » sédentaires et privés de travail.
Pendant la Grande Dépression, les hobos ou hoboes sont des travailleurs itinérants qui sillonnent les États en quête de petits boulots et de bonnes combines. Ils sont un des résultats des changements profonds qui affectent la société américaine du début du XXe siècle (industrialisation, urbanisation) et ils tentent de fuir la misère provoquée par la crise. Ils voyagent par la route mais aussi dans les trains de marchandises dans lesquels ils montent clandestinement. L'image du hobo est d'ailleurs inséparable de celle du train. Beaucoup de hobos se retrouvent le long des principales lignes ferroviaires dans des points d'accueil plus ou moins improvisés. Ils peuvent alors échanger des informations sur les régions où trouver de l'emploi et mener une vie stable.
Quand ils ne se parlent pas de vive voix, les hobos laissent des symboles dessinés à la craie ou au charbon. Ce système de symboles a pour but d'informer ou d'avertir les autres (endroits pour attraper un train pour dormir, présence fréquente de la police, repas chauds, chiens dangereux, etc.). Cette langue, appelée en France « langue des trimardeurs », est un ensemble de signes qu'on trouve parfois gravés dans la pierre des immeubles des villes et qui indique que la maison est accueillante ou qu'au contraire on y lâche les chiens. 
Le hobo est par la suite devenu une figure mythique de l'imaginaire américain. C'est un personnage teinté de romantisme, épris de liberté, développant la faculté de survivre en dehors d'une société aliénante dont il n'a pas à subir les contraintes. Ceci amène certains sociologues à les rattacher à une sous-culture libertaire.

## Aspects culturels et sociologiques
En 1923, Nels Anderson publie Le Hobo, classique de l'école de Chicago, dont la spécificité provient du fait que lui-même a été longtemps hobo. De nombreux pans de la vie hobo y sont exposés : organisation des campements, université hobo, extraits de poèmes et de chansons, vie affective, vie politique, récits de vie.
Soixante ans plus tard, en 1982, Douglas Harper publie Good Company sur les hobos des années 1970, les « tramps », à partir d'une observation participante initiatrice d'une année. L'accent est mis sur le savoir-faire que nécessite l'usage clandestin des trains et des gares de triage, et le savoir-être devant les rencontres de voyages.
Toujours cité en voie de disparition, depuis d'abord la fin de la frontière, puis devant l'avancée de la machine agricole et de l'automatisation, la figure du hobo, travailleur manuel libre et itinérant, se renouvelle ainsi au gré des besoins de main-d'œuvre temporaire.
La place accordée au hobo dans la littérature, de Jack London à Jack Kerouac, et dans la chanson folk, souligne également l'impact culturel du hobo et la fascination qu'il exerce sur l'imagination.

### Citations
« Une voie de chemin de fer traverse cette aridité sale de sa nudité rectiligne, protégée par des grillages, comme pour la mettre à l’abri des mouches. Les mouches, en l’espèce, ce sont les redoutables hobos, graine de voleurs possibles, et qui, en tout cas, n'hésitent jamais à se procurer le transport gratuit d’une ville à l’autre en sautant sur le marchepied des wagons de marchandise. Soit qu’ils fracturent les portes à coulisse et se tapissent entre les ballots, où, pendant des jours, ils vivent, dorment, boivent, mangent et, ce qui s'ensuit, vomissent au besoin sur les colis quand ils sont incommodés — soit qu’ils s’accrochent aux tampons ou s’allongent entre les ressorts des bogies, ils constituent un sérieux ennui pour les compagnies, qui ne sont jamais arrivées à se débarrasser de cette engeance, véritable vermine de la voie. Autour des abords des villes où ils campent parfois des semaines, entre deux randonnées, ils laissent des tas d'immondices et de détritus, des restes de feux de joie ou de feux de cuisine, dont les cendres noirâtres, farcies de débris métalliques, craquent désagréablement sous les pieds. »

— Régis Messac, La Taupe d'or

« Il y en a qui parlent d'une cueilleuse automatique. Si on en vient à utiliser une machine comme ça, j'aurai quand même besoin d'ouvriers, mais je peux te dire que je ne prendrai pas des vagabonds, ceux qu'ils appellent les "apple knockers". Comprends-moi bien, j'aimerais bien prendre des vagabonds parce que c'est des gars bosseurs. Mais si j'avais une machine pour cueillir des fruits, il faudrait qu'il y ait une organisation, des heures régulières, des équipes de travail et tout le monde qui bosse au rythme de la cueilleuse. Les vagabonds ne feraient jamais ça, même pas dans un million d'années. Ils sont trop indépendants et ils vivent selon leurs caprices. Il faut qu'ils sachent qu'ils peuvent aller et venir comme ils veulent, et travailler sans personne pour les surveiller. »

— Douglas Harper, Les Vagabonds du nord-ouest américain

## Personnalitéshobo
Liste de quelques personnalités qui sont ou ont été à un moment de leur vie hobo :
Jack Reacher (personnage de romans, films, séries télévisées)
- Pete Seeger, folk singer
- John Lee Hooker, dont le « hobo-isme » est documenté au travers de ses chansons
- Tom Sawyer
- Jack Black
- Nels Anderson
- Maurice W. Graham, aussi connu sous le nom « Steam Train Maurie »
- Leon Ray Livingston
- Harry McClintock
- Utah Phillips
- Robert Joseph Silveria, Jr., un hobo tueur en série
- Jim Tully
- Ted Conover
- Edward Dahlberg
- The Botto
- W. H. Davies
- Jack Dempsey
- Loren Eiseley
- Charles Fort
- Woody Guthrie
- Erik Hazelhoff Roelfzema
- Eric Hoffer
- Eric Arthur Blair (George Orwell)
- Jack Kerouac
- Jack London
- Gilles Le Guen
- Louis L'Amour
- Christopher McCandless
- Bilal Berreni, street artiste
- Robert Mitchum
- Eugene O'Neill
- Harry Partch
- John Steinbeck
- Seasick Steve
- William T. Vollmann
- Carl Panzram
- Ben Reitman

## Quelques références

### Livres
- Nels Anderson (sociologue[3]), The Hobo: The Sociology of the Homeless Man, Chicago, University of Chicago Press, 1923  (ISBN 0758123558) ; trad. française, Le Hobo. Sociologie du sans-abri, suivi de L'Empirisme irréductible, trad. de l'américain par Annie Brigant, postface d'Olivier Schwartz, Paris, Nathan, 1993, 288 p.
- Douglas Harper, Les Vagabonds du nord-ouest américain[4] (Good Company, 1982 ; L'Harmattan, 1998), sur les hobos des années 1970  (ISBN 9782738464019)
- Harry Martinson, Vägen till Klockrike [« Le Chemin de Klockrike »], Stockholm, Bonniers, 1948 ; traduction française : La Société des vagabonds, Marseille, Agone, 2004
- Jack Kerouac, Sur la route, 1957
- Joyce Kornbluh, Wobblies & Hobos : les Industrial Workers of the World, agitateurs itinérants aux États-Unis, 1905-1919, contient un CD de chansons inédites, traduit de l'anglais par Julius Van Daal, Éditions de l'Insomniaque, 2012
- Jack London, Les Vagabonds du rail ou La Route, récit autobiographique qui décrit sa vie de hobo, 1907
- Jim Tully, Vagabonds de la vie, autobiographie d’un hobo, 1924, Les Éditions du Sonneur ; traduit de l’anglais (États-Unis) par Thierry Beauchamp
- Boxcar Bertha, autobiographie recueillie par Ben Reitman, trad. de l'américain par Doc Van Daal, 1re éd. Chicago, 1937 ; en français, Éditions de l'Insomniaque, 1994
- Ted Conover, Au fil du rail (reportage), 1980, Édition du sous-sol
- Philibert Humm, Roman de gare, 2024, Éditions des Équateurs

### Films
- The Hobo d'Arvid E. Gillstrom, film muet américain (1917)
- Les Moissons du ciel, film américain de Terrence Malick (1978)
- L'Empereur du Nord, film américain de Robert Aldrich (1973)
- Natty Gann, film américain de Jeremy Kagan (1985)[5]
- Hobo with a Shotgun, film d'exploitation canadien (2011)
- Bertha Boxcar, film américain de Martin Scorsese (1972), adaptation de la biographie éponyme (voir ci-dessus)
- L’Épouvantail, film américain de Jerry Schatzberg (1973) — Palme d’or du festival de Cannes 1973

### Séries télévisées
- Shameless (US), saison 9, épisode 11, intitulé The Hobo Games (« Prendre le train en marche »)[6]
- Mad Men, saison 1, épisode 8, intitulé The Hobo Code (« Langage codé »)[7]

### Chansons
- John Lee Hooker : Hobo blues
- Charlie Winston : Like a Hobo (2009), repris sur son album Hobo
- Louis Armstrong : You Can't Ride This Train Hobo
- Moondog : Be a Hobo

### Autres
- Emmett Kelly et son personnage de clown Weary Willie.
- La série de jeux vidéo HOBO créée par SeethingSwarm et disponible sur Armor Games.